# Ô salutaris Hostia

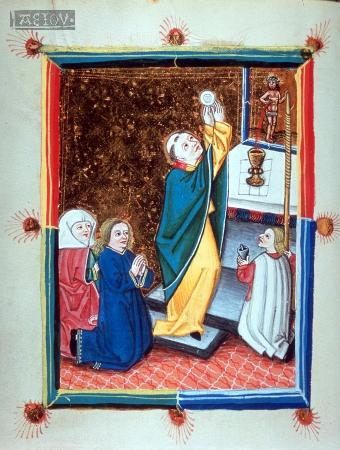
L'hymne Ô salutaris était, à l'origine, le chant réservé à l'élévation dans la messe.

Pour l’article homonyme, voir O Salutaris.
Ô salutaris Hostia est une hymne chrétienne latine chantée pour rendre gloire à Jésus-Christ présent dans l'Eucharistie. Il s'agit d'un extrait de l'hymne de laudes Verbum supernum prodiens, composée par saint Thomas d'Aquin. 

## Histoire

### AuXVesiècle
Si l'origine de la pièce musicale d′Ô salutaris reste floue, des études récentes découvrirent plusieurs traces de ce texte, pratiqué au XVe siècle, auprès de l'ancien duché de Bourgogne. Après s'être fait prisonnier à Dijon dans les années 1430, René d'Anjou, enfin définitivement libre en 1436, avait fait ses dévotions au Saint-Sacrement. Le texte de l′Ô salutaris, ajouté, se trouve donc dans l'un de ses livres de la liturgie des Heures, qui suggère la possibilité de sa pratique par le Bon Roi René lui-même. D'ailleurs, l'hymne était chantée, à cette époque-là, à Bruges. Ainsi, un manuscrit de 1457, en usage de la cathédrale Saint-Donatien de Bruges, contenait ce texte, qui était réservé à la procession du Saint-Sacrement, pour le jour de l'octave de la Fête-Dieu. Il s'agissait d'une liturgie locale.

### Réforme de rite ambrosien à la Renaissance
Ce XVe siècle connaissait une autre pratique en Italie, devenue une nouvelle tradition. Il s'agit du recueil Mottetti missales qui se trouve dans le rite ambrosien. Ce livre de chant en cycle, établi à Milan entre vers 1470 et 1510 et sous la direction du maître de chapelle Franchini Gaffurio († 1522), se composait des pièces par des musiciens distingués, tel Gaspar van Weerbeke. Ce nouveau répertoire entra en service, dans les années 1480, à la cathédrale, Dôme de Milan. Le livre se constituait de nombreux chants, qui remplaçaient, dans l'optique d'adapter à la Renaissance, une certaine partie de chants de la messe. Et ce recueil est considéré comme prototype de motets. Notamment, on y trouve plusieurs motets ad elevationem (réservés à l'élévation), desquels les textes étaient Ô salutaris hostia et Adoramus te, Christe,. Pietre Casola, chanoine originaire de Milano, précisait en 1499 qu'à Milan, le célébrant avait sa liberté pour le choix de motet de l'élévation. La rédaction était essentiellement effectuée sous Jean Galéas Sforza († 1494) auquel Ludovic Sforza († 1508) succéda. Ce dernier subit, à la suite de la deuxième guerre d'Italie, l'occupation de Milan en 1499 par l'armée de Louis XII.

### Légende de Louis XII

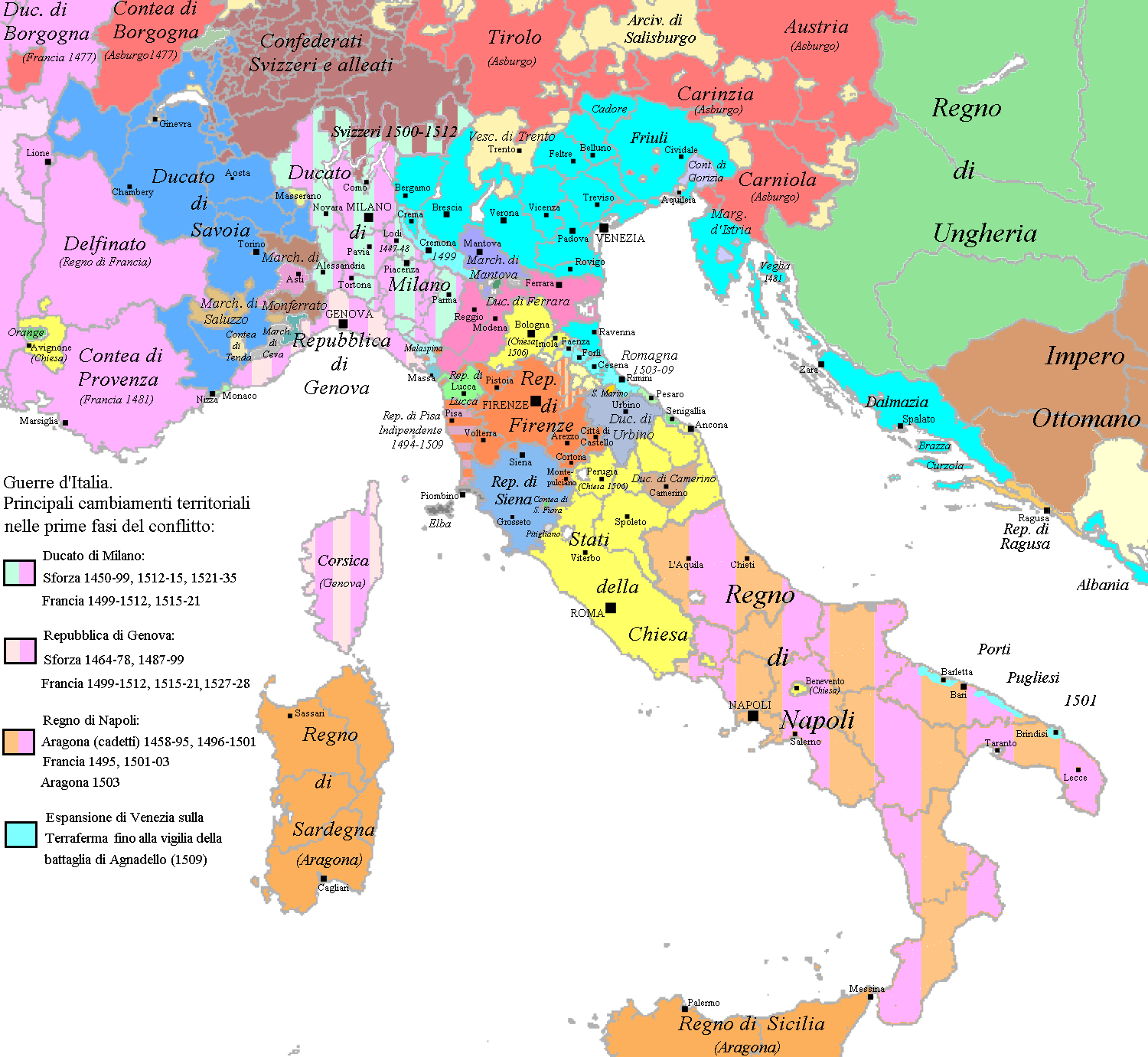
Entre 1499 et 1512, le duché de Milan fut maintenu par le roi de France Louis XII. L'origine hypothétique pour la pratique du motet de l'élévation en France.

En France, il existe une légende concernant l'origine de ce morceau, afin d'expliquer cette coutume de chant à la cathédrale Notre-Dame de Paris,. Quel que soit l'auteur, la légende était liée au roi Louis XII qui aurait fixé l'usage de cette hymne à la messe dans tout le royaume de France : 
- vœux
  - Guillaume Du Peyrat[6] (1645) : après la bataille de Ravenne en 1512, une ligue contre le royaume de France y compris le pape Jules II manifestait la salutation d'Ange à la Vierge Marie ; Louis XII fit chanter cette hymne afin d'obtenir le secours de Dieu.
  - Denise Launay[a 1] (1993) : le roi ayant eu à réprimer une révolte à son retour d'Italie aurait fait des vœux.
- maladie
  - Louis Archon[7] (1711) : à la suite d'une maladie au château de Blois, Louis XII fit un témoignage de la dévotion envers le Saint-Sacrement, en souhaitant que tous les évêques du royaume fassent chanter l'hymne Ô salutaris hostia lors de l'élévation aux messes dominicales ainsi qu'à la Chapelle royale.
  - Agnese Pavanello[ap 5] (2017) : après la guérison de sa maladie en 1505, le roi consacra, le 21 avril, sa couronne au Saint-Sacrement. Puis, il fit sa dévotion en octroyant ses cierges à la Sainte-Chapelle (de Paris ou de Dijon).

Quelle que soit la variante, la légende suscite une question fondamentale : pourquoi le texte du motet de l'élévation était-il celui de Thomas d'Aquin, issu du rite ambrosien ? Car, une fois la Fête-Dieu instituée en 1264, le chant de l'élévation ainsi que d'autres usages dans le rite romain était singulièrement l'Ave verum corpus, jusqu'à la fin du XVe siècle. Sans doute Louis XII emmenait-il sa chapelle royale (équipe des chanoines et des chantres) en Italie, il est possible que ces musiciens aient importé en France la partition de l′Ô salutaris à partir de Milan. La chronologie et la circonstance n'empêchent pas cette hypothèse qui peut expliquer la transmission du chant.
Actuellement (2020), il est encore difficile d'identifier l'origine définitive de ce chant, faute de manuscrits suffisants. En dépit de cette hypothèse issue de l'Italie, la pratique de l′Ô salutaris se trouve en effet dans les régions où l'école franco-flamande se distinguait. En 1503 à Langres, un couple recitait quotidiennement ce texte tandis qu'en 1504, Nicolas Rambert établit l'usage de ce chant à la cathédrale Notre-Dame de Saint-Omer. Mais ce doyen de collégiale avait été, auparavant, chanteur de la chapelle Sixtine à Rome.

### Manuscrit d'Amiens
La Bibliothèque centrale Louis Aragon d'Amiens conserve un manuscrit de l′Ô salutaris (manuscrit 162D folio 1v) : [partition en ligne]. Il s'agit d'une composition fortement en homophonie, de laquelle la caractéristique se trouve dans les Mottetti missales de Milan (voir aussi la partition de Milan). Peter Woetmann Christoffersen, spécialiste de ce manuscrit, suppose qu'il s'agit du livre de chant lié à Louis XII. Manuscrit issu de l'ancienne abbaye royale de Corbie (démolie en 1790), il mentionne que Louis XII séjourna à cette ville entre septembre et novembre 1513, après avoir ordonné en juin 1512,, selon lui, l'usage de l′Ô salutaris lors de l'élévation. Ce musicologue danois présente aussi qu'il existe, à Copenhague, un autre manuscrit semblable, copié à Lyon entre 1520 et 1525 (Bibliothèque royale manuscrit Ny kgl Samling 1828 n° 2, p. 176, Ô salutaris à 3 voix,).

### Composition en polyphonie selon le rite ambrosien
Avant que la composition de l′Ô salutaris ne devienne habituelle, Pierre de La Rue († 1518) composa une œuvre en polyphonie. Dans les archives, c'est une seule pièce restante de cette époque-là. D'une part, il s'agissait encore d'une liturgie locale d'après le rite ambrosien. D'autre part, au sein de l'Église romaine, il fallait attendre la Contre-Réforme qui favorisa, plus tard, la composition et la pratique du texte de saint Thomas d'Aquin : existence réelle de Jésus-Christ dans le Saint-Sacrement, dogme dénié par les protestants.
Il faut remarquer que l'attribution de œuvre de Josquin des Prés, très bien lié à Louis XII, est incertaine, parce que les archives manquent de son manuscrit ancien. 
La pièce de Pierre de La Rue, donc précieux témoignage, est considérée, par les musicologues, comme celle de la Missa de Sancta Anna. En effet, elle se trouve dans trois manuscrits de cette messe parmi toutes les cinq partitions restantes. Il semble que ces trois sources aient été copiées au célèbre atelier du compositeur Pierre Alamire († 1536). l′Ô salutaris de La Rue était déjà une pièce particulière. Car, elle remplaçait le premier verset de Hosanna dans le Sanctus, en tant que motet de l'élévation. Même génération de Josquin des Prés, cette nouveauté était commune avec une messe et deux pièces de ce dernier,. La raison pour laquelle il composa l'œuvre selon le rite ambrosien demeure néanmoins inconnue, parce que l'on sait peu de chose sur sa vie. Quant à Josquin des Prés, vers 1484 il fut en service pour la famille Sforza à Milan, où Franchini Gaffurio était le maître de chœur. Par conséquent, pour sa chapelle, ce prince Jean Galéas Sforza recrutait les chanteurs dans la région natale de Josquin des Prés. D'ailleurs, Pierre de La Rue laissa avant sa mort une autre œuvre. En 1516, le pape Léon X fit publier le Liber quindecim missarum electarum dans lequel la Messe Ô salutaris hostia de La Rue était imprimée [manuscrit en ligne]. Il s'agissait d'une messe parodie. Donc il ne faut pas confondre le motet avec cette messe.
Les recherches qui furent récemment tenues indiquent cependant que le motet de l'élévation était bien établi à cette époque-là et aurait été diffusé très vite en Italie. Car, dans son livre publié en août 2020, le musicologue français Fabrice Fitch présente que le motet Ecce panis angelorum (extrait de la séquence Lauda Sion) d'Antoine Bruhier était tout à fait conçu pour cet usage. L'œuvre se trouve dans le Codex Médicis (1518), qui avait été préparé en faveur de ce pape Léon X (Giovanni di Lorenzo de Medici). Il est probable que ce musicien français Bruhier était en service au sein du Saint-Siège. Et ce serait la guerre d'Italie qui eût fait diffuser le motet de l'élévation, quelle que soit l'origine.

### À la Renaissance
À la différence de Panis Angelicus du même auteur-théologien, qui manque de témoignage à la Renaissance, le texte de l′Ô salutaris était composé par de grands musiciens de l'époque. Les compositeurs qui étaient intéressés se trouvent dans les pays gardant le catholicisme. En bref, l′Ô salutaris devint définitivement l'un des chants du rite romain.
Or, l'usage de ce chant n'était pas nécessairement précisé. Ainsi, l'œuvre de Thomas Tallis possède une caractéristique différente de ses autres pièces. Composition moins liturgique, John Harley considérait en 2015 que le compositeur, qui restait toujours catholique grâce à la tolérance de la reine Élisabeth Ire, écrivit celle-ci en faveur de la cour d'Élisabeth à la suite de son couronnement en 1559, et non pour la liturgie catholique. Quoi qu'il en soit, l'œuvre était si grandement appréciée que furent effectuées plusieurs copies desquelles des erreurs faites par les copistes étaient si nombreuses. D'où, il reste difficile à rétablir la composition originale de Tallis. Au contraire, la pièce de son successeur William Byrd, publiée en 1605, précisait l'utilisation liturgique de ce motet catholique. Car le livre Gradualia tome I indiquait le mot Corpus Christi. À cette année-là, la Contre-Réforme avait son fruit auprès de l'Église et l′Ô salutaris était ajouté dans le répertoire.
En France, on trouve dans la liturgie une des premières indices au mois d'août 1589. Cette hymne avait été chantée lors de l'élévation, dans une messe célébrée juste avant le décès du roi Henri III, victime d'une attaque : « Ajoutant cette belle prière que l'Église chante à telle action, Ô salutaris Hostia. »
Par ailleurs, l'œuvre de Giovanni Pierluigi da Palestrina dont l'attribution demeure incertaine fut publiée par Fortunato Santini († 1860). Encore faut-il retrouver un manuscrit ancien.

### Exécution habituelle auXVIIesiècle
La pratique de ce morceau était , au XVIIe siècle, bien documentée. Dans le livre sorti en 1645, intitulé L'histoire ecclésiastique de la Cour, l'abbé Du Peyrat précisait que l'hymne était habituellement exécutée à la Chapelle royale dans la messe : « & comme il eleve la saincte Hostie, ils sonnent une clochette d'argent, tant que dure l'eslevation, & au mesme temps les Chantres chantent l'Hymne, Ô salutaris Hostia. » 
L'hymne se trouve aussi dans le Directorium chori, seu Cæremoniale sancta et metropolitanæ Ecclesiæ ac Diœcesis parisiensis (1656). Elle était également mentionnée dans le Cérémonial de Paris en 1662, en raison de son accompagnement de l'orgue.
Cependant, il est probable que l'Ô salutaris Hostia était chantée tant à la capitale que dans tout le royaume de France. En effet, la cathédrale Notre-Dame de Rodez conservait en entier ses répertoires. En 1638, le nouveau maître de musique Pierre Guaydon écrivit :

« [il] faira chanter la musique toutes les festes chomables, doubles et semi doubles et chanter l'hymne Ô Salutaris hostias à l'adoration du St. Sacrement tous les jours en faux bourdon. »

En 1655, Julien de Villemenque les confirma encore : « et chanter l'hymne Ô salutaris hostias, en faux bourdon et... ». Une modification fut effectuée en 1743. Mais l'hymne était toujours conservée : « et chanter l'hymne Ô salutaris hostias en faux bourdon les dimanches et festes chomables... ».
Il est certain qu'elle était également chantée au Mans. En 1633, un règlement de concours avait été établi pour la création d'une fête consacrée à Sainte Cécile en paroisse de Saint-Julien. L'hymne y était bien mentionnée :

« [à l'élévation], on chante avec respect et dévotion l'Ô salutaris selon l'usage puis, sans intervalle, le Domine salvum fac Regem et exaudi nos en musique ......... »

— Chanoine Bernardin Le Rouge, La feste de Madame Saincte Cécile (Archives de la Sarthe, G21, le 25 février 1633)

### À la chapelle royale du château de Versailles
Sous le règne du roi Louis XIV, cette hymne était chantée dans la messe quotidienne en présence du Roi Soleil, à la chapelle royale de Versailles. Mais la musique était évoluée comme petit motet en symphonie, à savoir en ensemble instrumental, par exemple celui de Michel-Richard de Lalande, S80. 
Selon cette tradition française, elle remplaçaient le deuxième verset Hosanna dans le Sanctus. Ainsi, dans la Messe à Grands Chœurs sans symphonie de François Giroust qui fut composé à Orléans en 1760, le motet de l'élévation Ô salutaris remplaçait les Hosanna et Benedictus .
Les œuvres de Guillaume-Gabriel Nivers et de Louis-Nicolas Clérambault demeurent particulières. En qualité de musicien à la Maison royale de Saint-Louis à Saint-Cyr, ils composèrent leurs Ô salutaris en faveur des orphelines, jeunes filles soutenues par Louis XIV et ses successeurs. Donc ce sont des motets à 2 voix de femmes. Le texte utilisé était la seule strophe de saint Thomas d'Aquin. Aussi malgré un établissement royal, le verset Da pacem, serva lilium, qui symbolisait la monarchie française, ne se trouve-t-il pas dans ces motets, à l'exception du deuxième de Nivers en deux strophes.
En ce qui concerne les œuvres de Marc-Antoine Charpentier, H36 (1693) est une antienne, au lieu d'un motet. En effet, cette pièce était un supplément des Grandes antiennes « Ô » de l'Avent (H37 - H43) , qui étaient réservées aux vêpres, plus précisément celles du cantique Magnificat qui est le sommet de cet office. Lorsque ces antiennes en grégorien avaient été composées, il s'agissait d'une semaine sainte consacrée à Notre Dame ayant donné naissance à Jésus-Christ. Durant cette semaine,  on comptait huit antiennes chantées avant Noël. Puis, une antienne O Virgo virginum avait été supprimée tandis que, dans certains diocèses, la tradition d'huit antiennes était gardée (par exemple celui de Rouen). Ce serait la raison pour laquelle Charpentier écrivit une antienne supplémentaire, Ô salutaris de Thomas d'Aquin, qui pouvait être facultative.

### Musique classique
Parmi de petits motets qui furent composés au XIXe siècle, on compte un grand nombre de pièces O salutaris. Il est très évident qu'il s'agissait des œuvres de compositeurs français connus et méconnus, notamment celles d'organistes en fonction à l'église. De surcroît, parfois ceux qui concernaient étaient un certain nombre de musiciens étrangers résidant en France : Luigi Cherubini, Gioachino Rossini, César Franck. Ce dernier, qui fut finalement naturalisé, en avait composé un, à Liège le 10 février 1835, à l'âge de 13 ans. La composition de l′Ô salutaris restait un phénomène français.
En tant qu'exceptions, au début de cette époque-là, Johann Stamitz († 1757) en écrit un. Mais il s'agissait d'un motet particulier, pour l'offertoire. À la fin du XIXe siècle, Edward Elgar composa cinq œuvres et un fragment entre 1880 et 1882.
Par ailleurs, cette tendance française provoqua des paraphrases des œuvres anciennes. Ainsi en 1898, Louis Narici transforma la sonate pour piano n° 8 de Beethoven (op. 13) en motet Ô salutaris, ce qui était réservé à mezzo-soprano ou à baryton et accompagné d'orgue. En bref, le compositeur allemand n'avait jamais composé cette pièce pour la liturgie, car en Autriche, il n'y avait pas de pratique de l′Ô salutaris pour l'élévation. De même, les pièces de Felix Mendelssohn et de Robert Schumann se trouvent dans les publications du XXe siècle. Leur origine doit être identifiée.
En dehors de grands compositeurs, le texte de l′Ô salutaris gardait une immense popularité, quel que soit le pays catholique. Un grand nombre d'œuvres inconnues étaient réservées à la liturgie locale, à savoir, en usage dans la paroisse de compositeur. Mais elles sont si nombreuses qu'il est inutile que l'on les compte. Certaines seront publiées plus tard, par des éditions et des musicologues, en raison de leur value artistique.

### De nos jours
Après le concile Vatican II, on compte moins de compositions de ce petit motet. 
Toutefois, dans ces derniers décennies, quelques compositeurs catholiques rétablirent la tradition. Bruno Mantovani, quant à lui, composa en 2017 une pièce pour sept violoncelles en hommage à l'œuvre de Pierre de La Rue († 1518).  

## Texte

### Texte officiel en usage
Alors que le texte actuellement en usage se compose de deux strophes, le texte dans la composition musicale varie d'une strophe à trois strophes.
La première strophe, toujours chantée sans omission, est celle de la cinquième strophe de l'hymne, Verbum supernum prodiens, de saint Thomas d'Aquin. L'hymne était réservée à l'office de laudes. 
L'ancien Missel romain, par exemple celui de 1722, n'employait que cette cinquième strophe . De même, Camille Saint-Saëns († 1921) faisait chanter, dans ses premières quatre œuvres, une seule strophe. 
Au contraire, dans la Messe à Grands Chœur sans symphonie de François Giroust (1760), ces deux strophes, qui sont en usage de nos jours, étaient déjà composées . Le même texte se trouve dans l′Ô salutaris de Dugué de Charles Gounod quoiqu'il composât, pour les autres, toujours avec une seule strophe de Thomas d'Aquin. L'œuvre originale était celle de Jean-Baptiste Du-Gué qui avait été nommé maître de musique de la Notre-Dame de Paris le 25 juin 1770. D'où, la pratique de la sixième strophe était assez rare.
| latin | français |
| --- | --- |
| (V) O salutaris Hostia Quæ cœli pandis ostium. Bella premunt hostilia ; Da robur, fer auxilium. (VI) Uni trinoque Domino Sit sempiterna gloria : Qui vitam sine termino, Nobis donet in patria. Amen. | (V : Thomas d'Aquin - texte principal) Ô réconfortante Hostie, qui nous ouvres les portes du ciel, les armées ennemies nous poursuivent, donne-nous la force, porte-nous secours. (VI : doxologie d'après Thomas d'Aquin) Au Seigneur unique en trois personnes soit la gloire éternelle ; qu'il nous donne en son Royaume la vie qui n'aura pas de fin. Amen. |

De nos jours, la question de ces strophes reste encore. Ainsi, la publication de l'œuvre de Pierre de La Rue († 1518) se compose parfois de deux strophes. Cependant, la version originale n'employait que la cinquième strophe de Thomas d'Aquin selon le rite ambrosien. S'il n'existe aucune difficulté à exécuter avec un texte convenable, par exemple dans l'optique d'adapter à la durée requise, la publication manquant de précision du texte original empêche d'obtenir la connaissance correcte. Surtout en France, la diversité de texte était en effet plus compliquée.

### Tradition française en trois strophes
En France, on intercalait autrefois ce couplet suivant entre les deux précédents. La strophe était traditionnellement exécutée par les choristes agenouillés de la cathédrale Notre-Dame de Paris, pendant l'élévation de la messe. Il semble que la pratique fût effectuée en monodie : 
| latin                                                                                             | français |
| ------------------------------------------------------------------------------------------------- | --- |
| (V bis) O vere digna Hostia, Spes unica fidelium, In te confidit Francia, Da pacem, serva lilium. | (V bis : rite parisien) Ô vraiment digne Hostie, unique espoir des fidèles, en toi se confie la France, donne-lui la paix, conserve le lys. |

Lys, symbole de la monarchie française.

Cette modification aurait été tout d'abord commencée à la Chapelle royale, selon l'abbé Archon. Il s'agissait d'un simple remplacement de mot : 

« ... lorsque le Prêtre éleve la Sainte Hostie pour être adorée, le Cantique, Ô Salutaris Hostia ; Elle commença à faire observer cet usage dans sa Chapelle, même aux Messes basses ; mais au lieu des derniers paroles du Cantique, fer auxilium, les Chantres disoient, serva lilium, pour demander à Dieu qu'il lui plût conserver le Roy, signifié par le lis. »

— Abbé Louis Archon, Histoire de la Chapelle des rois de France, tome II, p. 470 (1711)
L'abbé Guillaume du Peyrat aussi présentait la même explication. Or, il est vraisemblable que l'évolution vers les trois strophes fut peu à peu tenue. En effet, en 1645, l'abbé ne connaissait qu'une strophe, qui indiquait une transition (L'histoire ecclésiastique de la cour, p. 792 :

Ô salutaris Hostia, Quæ cœli pandis ostium : In te confidit Francia, Da pacem, serva lilium.
D'ailleurs, sous l'ordonnance de Louis XIV, André Danican Philidor effectua en 1697 une copie de l'œuvre d'Étienne Moulinié († 1676). Cette copie ne gardait que le premier verset de Thomas d'Aquin  :

Ô salutaris hostia, spes unica fidelium : In te Confidit francia, Da pacem, serva lilio (sic) .
Il est à noter que, dans le rite parisien, la doxologie (strophe VI) était différente. À la place de Uni trinoque Domino, on chantait dans les années 1740 sous l'archevêque de Paris Charles-Gaspard-Guillaume de Vintimille du Luc, Qui carne nos . Il semble que cette différence entre le rite romain et le rite parisien ait fait supprimer, dans la composition musicale, la sixième strophe.
| latin | français |
| --- | --- |
| (VI paris) Qui carne nos pascis tua, Sit laus tibi Pastor bone. Cum Patre cumque Spiritu, In sempiterna sæcla. Amen. | (VI paris : doxologie selon le rite parisien) Gloire vous soit rendue, ô bon Pasteur, qui nous nourrissez de votre propre chair. Et qu'elle soit aussi rendue au Père et au Saint Esprit dans tous les siècles des siècles. Amen. |

## Œuvres

### Moyen Âge
- Petrus Wilhelmi de Grudencz (1392 - † vers 1480) : motet à 5 voix dans le manuscrit Speciálnik[ap 10]

### À la Renaissance
- Gaspar van Weerbeke (vers 1445 - † vers 1516) : motet (vers 1515)[39],[ap 11]
- Pierre de La Rue (vers 1460 - † 1518) : motet à 4 voix[40]
- Thomas Tallis (1505 - † 1585) : hymne à 5 voix (dans les années 1560)[21]
- Jacquet de Berchem (vers 1505 - † vers 1566) : motet à 4 voix[41]
- Roland de Lassus (1532 - † 1594) : motet (1582, publication 2001)[42]
- William Byrd (vers 1543 - † 1623) : motet du Saint-Sacrement publié dans le Gradualia ac cantiones sacræ, Liber primus, Pars secunda, Corpus Christi (1605)[43]
- Jacobus Gallus (1550 - † 1591) : œuvre à 4 voix a cappella (publication dans le recueil Opus musicum tome III, 1587)[44]
- Giovanni Francesco Anerio (vers 1567 - † 1630) : motet[45]
- Estêvão Lopes Morago (vers 1575 - † 1630) :
  - 2 motets (publication 1961)[46]

### Sous l'Ancien Régime
- Antoine Boësset (1587 - † 1643) : hymne à 4 voix et pour orgue[47]
- Étienne Moulinié (1599 - †1676) : motet à 5 voix (copié par André Danican Philidor en 1697) [manuscrit en ligne]
- Henry Du Mont (1610 - † 1684) : motet pour voix et basse continue (publication 1668)[48]
- Guillaume-Gabriel Nivers (1632 - † 1714) : 
  - motet n° 1 à 2 voix de femmes dans le livre Chants d'église de la Maison royale de Saint-Louis [partition en ligne]
  - élévations et motets du Saint-Sacrement n° 2 et n° 3 dans les Chants d'église : seconde partie (1708) [manuscrit en ligne]
- Paolo Lorenzani (1640 - † 1713) : motet à 3 voix (publication 1693)[49]
- Pierre Menault (1642 - † 1694) : œuvre à 5 voix, chœur et instruments[50]
- Marc-Antoine Charpentier (1643 - † 1704) :
  - motets de l'élévation H236 (partie de la Messe H3 (vers 1672)), H248 (1679), H249 (1682), H261 et H262 (1692)
  - antienne H36 qui précède les 7 Grandes antiennes « Ô » de l'Avent H37 - 43 (1693) [manuscrit en ligne]
- Jean-François Lalouette (1651 - † 1728) : motet à voix unique pour le Saint-Sacrement (publication 1726) [manuscrit en ligne]
- Pierre Bouteiller (vers 1655 - † vers 1717) : motet à une seule voix précédé d'une prélude (entre 1687 et 1694) [manuscrit en ligne]
- Michel-Richard de Lalande (1657 - † 1726) : motet de l'élévation, S80 (perdu)[51]
- Nicolas Bernier (1665 - † 1734) : motet pour voix et basse continue ; dans les Motets à une, deux et trois voix, op. 1 (1703)[52]
- Charles-Hubert Gervais (1671 - † 1744) : motet à 2 voix avec instrument[53]
- Louis-Nicolas Clérambault (1676 - † 1749) :
  - motet n° 1 pour soliste, chœur à 2 voix de femmes et basse continue, C66 (1708), dans le livre de chant de la Maison royale de Saint-Louis : seconde partie [manuscrit en ligne]
  - motets n° 2 et n° 3 à 2 voix de femmes, C67 (1708) et C68, dans le livre de chant de la Maison royale de Saint-Louis [manuscrit en ligne]
  - motet du Saint-Sacrement, C106 (1712) [manuscrit autographe en ligne]

### Faux-bourdon
- O salutaris Hostia en faux-bourdon : partition dans le Cantus diversi, pro dominicis, festis, et feriis per annum, Toulouse 1729, p. 227 (fac-similé de sa version en 1745) 
[écouter en ligne][54]

### Musique classique
Au XIXe siècle en France, la composition de l'O salutaris était vraiment appréciée, sous la pratique du rite parisien. Ces pièces sont tellement nombreuses que l'on doit se contenter de présenter celles qu'écrivirent les compositeurs et les organistes célèbres.   
- Joseph-Hector Fiocco (1703 - † 1741) : motet pour voix, violons et basse continue[55]
- Johann Stamitz (1717 - † 1757) : motet de l'offertoire pour mezzo-soprano, chœur à 4 voix et orchestre (publication 2003)[56]
- Jean-Baptiste-François Guilleminot-Du-Gué (1727 - † après 1797) : œuvre pour 2 voix égales (publication 1872 ; voir Charles Gounod au-dessous)[57]
- François-Joseph Gossec (1734 - † 1829) : 
  - œuvre à 3 voix, RH522 (1800)[58]
  - motet à 3 voix accompagné d'instruments à vent ; composé pour le Consulat (1804)[59]
  - motet à 3 voix non accompagné[60]
- François Giroust (1737 - † 1799) : motet de l'élévation à 4 voix en la mineur ; partie de la Messe à Grands Chœurs sans symphonie à 6 voix (1760) [manuscrit en ligne]
- Nicolas Roze (1745 - † 1819) : œuvre destinée au chœur d'hommes à 3 voix, avec orgue (1761)[61]

### Musique romantique
- Luigi Cherubini (1760 - † 1842)  : motet pour voix et orchestre en sol majeur  ; en service de la Chapelle royale restaurée sous le règne de Charles X[62]
- Daniel-François-Esprit Auber (1782 - † 1871)  : 10 motets
  - n° 1 AWV68, n° 2 AWV69, n° 3 AWV70 (1854)  ; n° 4 AWV74 (1855)  ; n° 5 AWV85, n° 6 AWV86, n° 7 AWV87 (1859)  ; n° 8  AWV89 (1860)  ; n° 9 AWV105 (18..)  ; n° 10 AWV106 (18..)[63]
- Gioachino Rossini (1792 - † 1868)  : 
  - œuvre à 4 voix (1857)[64]
  - pièce de soprano solo dans la Petite messe solennelle , n° 13 (ajoutée dans la version orchestre 1867)
- Adrien de La Fage (1801 - † 1862)  : motet pour l'élévation à 4 voix d'hommes et orgue ad libitum (publication 1861)[65]
- Louis Niedermeyer (1802 - † 1861)  : œuvre pour soprano ou ténor, avec orgue (publication 1852)[66]
- Juan Crisóstomo de Arriaga (1806 - † 1826)  : hymne au Saint-Sacrement pour ténor, basse ainsi que cordes (entre 1821 et 1826)[67]
- Franz Liszt (1811 - † 1886)  :
  - n° 1 pour chœur à 4 voix de femmes (SSAA) et orgue, S40 (ou R516a)[68]
  - n° 2 pour chœur et orgue en mi majeur, LW J29 (aussi S43 ou R516b) (1870)[69]
- Louis James Alfred Lefébure-Wély (1817 - † 1869)  : motet pour soprano et alto, accompagné d'orgue (1863)[70]
- Charles Gounod (1818 - † 1893)  : 14 motets y compris une harmonisation de l'œuvre de Du-Gué
  - 5 motets dans les [60] Chants sacrés de CH. Gounod tome I (1878) [partitions en ligne]
  - 4 motets dans les [60] Chants sacrés de CH. Gounod tome II (1878)[71]
  - 5 motets dont un O salutaris de Dugué dans les [60] Chants sacré de CH. Gounod tome III (1879) [partitions en ligne]
- César Franck (1822 - † 1890)  :
  - motet pour chœur à 4 voix, CFF188 (1835)[72]
  - pièce pour basse et orgue dans la Messe solennelle pour basse et orgue , CFF202 (publication vers 1858 sans numéro d'opus)[73]
  - motet pour soprano, chœur et orgue CFF208 (ou FWV56) (1865)[74]
- Félix Clément (1822 - † 1885) : pièce à 3 voix accompagnée d'orgue, dans la Messe brève (1852)[75]
- Laurent de Rillé (1824 - † 1915)  : pour voix d'hommes, 12 chœurs n° 10 (publication 1855)[76]
- Camille Saint-Saëns (1835 - † 1921)  : 7 œuvres
  - motet de l'élévation dans la Messe à quatre voix, soli et chœur avec accompagne d'orchestre, grand orgue et orgue , op. 4 (1857) [partition en ligne]
  - 3 œuvres (1858, vers 1860, 1869) [partitions de ces 3 publiées en 1869]
  - 3 œuvres (1875 et 1884 (2)) [publication de 1885 y compris celle de 1858 (n° 2)]
- Léo Delibes (1836 - † 1891)  : arrangement d'une œuvre du XVIe siècle ; à 3 voix[77]
- Théodore Dubois (1836 - † 1924)  : 4 motets pour l'église de la Madeleine à laquelle il était en fonction 
  - 2 motets pour chœur et orgue
  - 2 motets pour solistes, chœur, instruments et orgue
- Alexandre Guilmant (1837 - † 1911)  :  
  - œuvre n° 1, sans doute perdu
  - œuvre n° 2 pour chœur à 4 voix avec orgue ou harmonium ad libitum, op. 14 (1870)[78]
  - œuvre n° 3 pour basse ou baryton avec orgue, op. 37 (vers 1873)[79]
- René de Boisdeffre (1838 - † 1906) : motet pour contralto ou baryton et orgue, op. 4 (1867)[80] [partition en ligne]
- Émile Paladilhe (1844 - † 1926)  : œuvre de voix d'hommes à l'unisson, accompagnee d'orgue[81]
- Gabriel Fauré (1845 - † 1924)[82] : 
  - motet (1878) perdu
  - motet pour baryton solo et orgue, op 47 n° 1  ; représentation le 21 novembre 1887 à l'église de la Madeleine ; une variante en si bémol majeur avec instruments
- Paul Wachs (1851 - † 1915) : œuvre pour voix unique et orgue[83]
- Louis-Lazare Perruchot (1852 - † 1930)[84] :
  - motet n° 1 dans les Cinq motets courts et faciles à 2 voix inégales et accompagnement d'orgue (publication vers 1906)
  - motet n° 1 dans les Quatre motets en l'honneur du Très Saint Sacrement pour chœur à 2 voix avec accompagnement d'orgue ou harmonium (publication 1912)
  - pièce à 3 voix inégales avec orgue, dans la publication La petite Maîtrise (1916)
- Fernand de La Tombelle (1854 - † 1928)  : pour chœur à 3 voix égales a cappella  ; dans Salut bref n° 1 (publication 2017)[85]
- Ernest Chausson (1855 - † 1899) : motet pour voix et orgue ou harmonium (1879)
- Edward Elgar (1857 - † 1934)  : 
  - 5 œuvres (1880 (3) et 1882 (2)) et un fragment (vers 1882)[86]
- Amédée Bouyssonie (1867- † 1958)  motet à deux voix (vers 1910)[87].

### Œuvre contemporaine
Il existe encore plusieurs œuvres qui furent composées dans la première moitié du XXe siècle. Cette liste, incomplète, se compose de celles que les documents surs confirment.
- Auguste Le Guennant (1881 - † 1972) : œuvre à l'unisson ou à 4 voix mixtes, avec orgue, dans le Répertoire moderne de la Schola Cantorum[88]
- Jean Langlais (1907 - † 1991) : 5 motets pour 2 voix et orgue, n° 1 (1942)[89]
- Henri Carol (1910 - † 1984) : motet à 2 voix égales ou mixtes (1951)[90]
- Jehan Alain (1911 - † 1940) : hymne a cappella en faveur de 2 voix égalies pour des enfants ; AWV96 (ou JA98) (1937)[91]
- Alfred Desenclos (1912 - † 1971) : œuvre pour chœur à 4 voix et orgue (1937)[92]
- Marcel Dupré (1886 - † 1971) : motet à 4 voix, accompagné d'orgue ; dans les 4 motets, op. 9 (1916)[93]
- Pierre Villette (1926 - † 1998) : motet à 4 voix (1954)[94]
- Vytautas Miškinis (1954 - ) : hymne à 4 voix dans les Souvenirs Auvers, op. 28 (2001)[95]
- Yves Castagnet (1964 - ) : motet a cappella à 4 voix (1995)[96]
- Paweł Bębenek (1972 - ) : motet à 4 voix [partition en ligne]
- Eriks Esenvalds (1977 - ) : Kamēr... Youth Choir, n° 1 (2011)[97]

### Œuvre instrumentale
- Camille Saint-Saëns (1835 - † 1921) : transcrit pour orgue par l'auteur (1904) ; issu de la Messe op. 4 [manuscrit autographe en ligne]
- Bruno Mantovani (1974 - ) : septuor pour 7 violoncelles (2017) à la base de l'œuvre de Pierre de la Rue ; commandé par la fondation d'entreprise Louis-Vuitton et dédié au violoncelliste Gautier Capuçon[98]

### Attribution par erreur
- Josquin des Prés[16]
- Giovanni Pierluigi da Palestrina[24],[99]
- Ludwig van Beethoven[30]

### Articles liés
- Salut du Saint-Sacrement, Adoration eucharistique
  - Ave verum corpus, Anima Christi, Panis Angelicus, Tantum ergo
- Fête-Dieu
  - Lauda Sion